# Оводовка
Оводовка (укр. Оводівка) — село,
Становский сельский совет,
Тростянецкий район,
Сумская область,
Украина.
Код КОАТУУ — 5925087802. Население по переписи 2001 года составляло 13 человек .

## Географическое положение
Село Оводовка находится у истоков реки Буймер,
ниже по течению на расстоянии в 1 км расположено село Братское.
Село окружено большим лесным массивом (дуб).
Рядом проходит автомобильная дорога Т-1913.